# Molophilus (Molophilus) aequistylus
Molophilus (Molophilus) aequistylus is een tweevleugelige uit de familie steltmuggen (Limoniidae). De soort komt voor in het Australaziatisch gebied.